# Mosaico Fobos

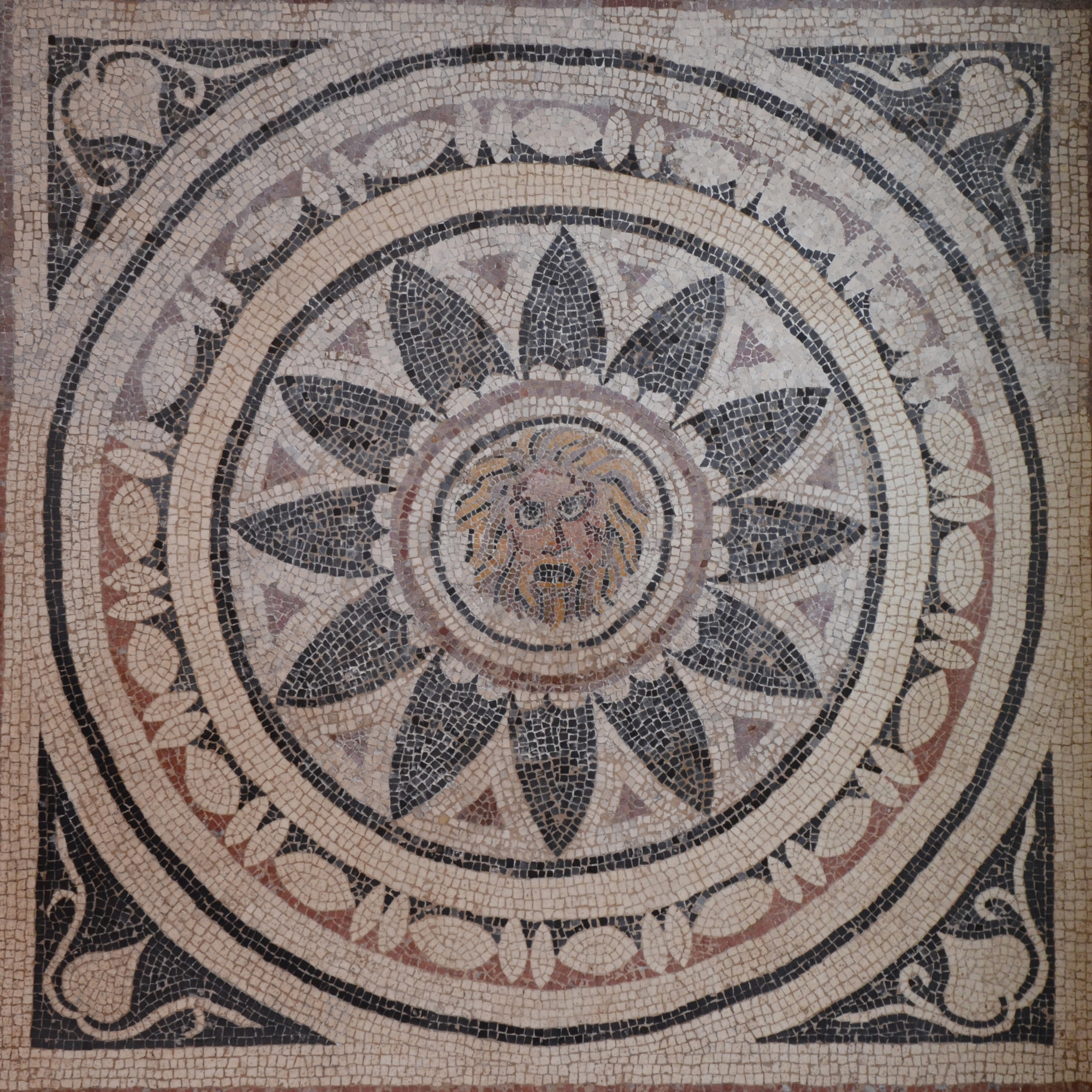
Mosaico Fobos, Museo Británico.

Fobos es un mosaico del periodo romano tardío (siglo IV) conservado en el Museo Británico con la máscara de Fobos, la representación mitológica del miedo dentro de un diseño de pétalos radiantes, procedente de Halicarnaso (Asia Menor), en la actual Turquía. Mide alrededor de 39 cm de diámetro y fue adquirida por el museo en 1857 procedente de una excavación de Sir Charles Thomas Newton.
Está expuesta en el departamento de Antigüedades de Grecia y roma con número de registro 1857,1220.449.
Fobos, (en griego antiguo Φόβος, ‘pánico’) cuyo equivalente romano era Timor, personificaba el temor y el horror. Hijo de Ares, agresivo y cruel dios griego de la guerra, y Afrodita (la Venus romana), diosa del amor, junto a su hermano gemelo Deimos, y la diosa Enio (hermana de Ares) acompañaban al dios de la guerra en la batalla. Se le representaba a menudo como una cabeza de león, como parece verse en el mosaico.